# Entropy - Disordine d'amore
Entropy - Disordine d'amore (Entropy) è un film del 1999 diretto da Phil Joanou. Nel cast del film figurano Stephen Dorff e gli U2.

## Trama
Il film è un'autobiografia di Janou, in cui vengono ripercorsi i primi giorni della sua carriera, e le sue relazioni sentimentali, fra le quali un breve matrimonio.